# Conocephalus
A Conocephalus a fürgeszöcskefélék családjának egyik neme, amelyet a svéd Carl Peter Thunberg írt le 1815-ben.

## Jellemzőik
A Conocephalus (jelentése kúpfej) nem tagjai kis méretű szöcskék, hosszuk a fejtől a szárnyvégig 10-27 mm között mozog. Testalkatuk karcsú, fejük elülső része zöld és a nőstény hosszú tojócsöve általában egyenes. Fedőszárnyaik hossza változó, egyes fajoknál mindig rövid, másoknál csak egyes egyedeknél fordul elő hosszú, a potrohvégen túlérő szárny, más fajoknál pedig minden egyed hosszú szárnyú.
A fajok egyik jó határozóbélyege a hímek cerkuszának (potrohfüggelékének), illetve a nőstények tojócsövének alakja.
Többnyire réteken, legelőkön, tisztásokon élnek, levelekkel, virágokkal, virágporral, de esetenként kis rovarokkal is táplálkoznak. A nőstények a lágyszárú növények szárába rakják petéiket.
Magyarországon két képviselője él, a sarlós kúpfejűszöcske és a kis kúpfejűszöcske.

## Fajok
A nembe az alábbi fajok tartoznak (alnemekre osztva):

### Conocephalus (Amurocephalus)
- alnem: Storozhenko, 2004 (Kína)
- Conocephalus chinensis (Redtenbacher, 1891)

### Conocephalus (Anisoptera)
- alnem: Latreille, 1829 (világszerte) - szinonima Xiphidium Burmeister, 1838
- Conocephalus aberrans (Redtenbacher, 1891)
- Conocephalus adustus (Redtenbacher, 1891)
- Conocephalus aigialus Rehn & Hebard, 1915
- Conocephalus algerinorum Massa, 1999
- Conocephalus angustifrons (Redtenbacher, 1891)
- Conocephalus angustivertex Pitkin, 1980
- Conocephalus armatipes (Karsch, 1893)
- Conocephalus attenuatus (Scudder, 1869)
- Conocephalus bakeri (Karny, 1920)
- Conocephalus bechuanensis (Péringuey, 1916)
- Conocephalus beybienkoi Storozhenko, 1981
- Conocephalus bidentatus Shi & Zheng, 1994
- Conocephalus bilineatus (Erichson, 1842)
- Conocephalus bivittatus (Bolívar, 1900)
- Conocephalus borellii (Giglio-Tos, 1897)
- Conocephalus borneensis (Redtenbacher, 1891)
- Conocephalus brevicercus (Karsch, 1893)
- Conocephalus brevipennis (Scudder, 1862)
- Conocephalus caudalis (Walker, 1869)
- Conocephalus chavesi (Bolívar, 1905)
- Conocephalus cinereus Thunberg, 1815
- Conocephalus cognatus (Redtenbacher, 1891)
- Conocephalus concolor (Burmeister, 1838)
- Conocephalus decaspinosus Nagar & Swaminathan, 2016
- Conocephalus denticercus (Karny, 1907)
- Conocephalus dorsalidentatus Li, Zhang & Shi, 2019
- Conocephalus dorsalis (Latreille, 1804)  - sarlós kúpfejűszöcske
- Conocephalus ebneri Harz, 1966
- Conocephalus equatorialis (Giglio-Tos, 1898)
- Conocephalus exemptus (Walker, 1869)
- Conocephalus exitiosus (McNeill, 1901)
- Conocephalus exsul (Karny, 1911)
- Conocephalus fasciatus (De Geer, 1773)
- Conocephalus flavus (Redtenbacher, 1891)
- Conocephalus formosus (Redtenbacher, 1891)
- Conocephalus fulmeki (Ebner, 1927)
- Conocephalus fuscus (Fabricius, 1793)   - kis kúpfejűszöcske
- Conocephalus gigantius (Matsumura & Shiraki, 1908)
- Conocephalus goianus Piza, 1977
- Conocephalus gracilicercus Li & Shi, 2018
- Conocephalus gracillimus Morse, 1901
- Conocephalus guangdongensis Shi & Liang, 1997
- Conocephalus hainanensis Shi & Wang, 2015
- Conocephalus hastatus (Charpentier, 1825)
- Conocephalus hilli Farooqi & Usmani, 2019
- Conocephalus honorei (Bolívar, 1900)
- Conocephalus hygrophilus Rehn & Hebard, 1915
- Conocephalus ictus (Scudder, 1875)
- Conocephalus inconspicuus (Karny, 1920)
- Conocephalus infumatus (Redtenbacher, 1891)
- Conocephalus insularis (Morse, 1905)
- Conocephalus iriodes Rehn & Hebard, 1915
- Conocephalus iris (Serville, 1838)
- Conocephalus japonicus (Redtenbacher, 1891)
- Conocephalus kisi Harz, 1967
- Conocephalus kwasiphaiensis Nagar & Swaminathan, 2016
- Conocephalus liangi Liu & Zhang, 2007
- Conocephalus liebermanni Ebner, 1953
- Conocephalus longipennis (Haan, 1843)
- Conocephalus maculatus (Le Guillou, 1841)
- Conocephalus magdalenae Naskrecki, 2000
- Conocephalus meadowsae Harz, 1970
- Conocephalus melaenus (Haan, 1843)
- Conocephalus nanlingensis Li, Xin & Shi, 2019
- Conocephalus nemoralis (Scudder, 1875)
- Conocephalus nigropleuroides Fox, 1912
- Conocephalus nigropleurum (Bruner, 1891)
- Conocephalus occidentalis (Morse, 1901)
- Conocephalus oceanicus (Le Guillou, 1841)
- Conocephalus ochrotelus Rehn & Hebard, 1915
- Conocephalus percaudatus Bey-Bienko, 1955
- Conocephalus peringueyi Uvarov, 1928
- Conocephalus pictus (Redtenbacher, 1891)
- Conocephalus recticaudus Bruner, 1915
- Conocephalus redtenbacheri (Bolívar, 1905)
- Conocephalus rentzi Farooqi & Usmani, 2018
- Conocephalus resacensis Rehn & Hebard, 1915
- Conocephalus resinus (Saussure & Pictet, 1898)
- Conocephalus rhodesianus (Péringuey, 1916)
- Conocephalus saltator (Saussure, 1859)
- Conocephalus semivittatus (Walker, 1869)
- Conocephalus semraensis Farooqi & Usmani, 2021
- Conocephalus shanghaiensis Zhou, Bi & Liu, 2010
- Conocephalus signatus (Redtenbacher, 1891)
- Conocephalus spartinae (Fox, 1912)
- Conocephalus spinosus (Morse, 1901)
- Conocephalus starmuehlneri Kaltenbach, 1968
- Conocephalus strictus (Scudder, 1875)
- Conocephalus trifasciatus (Redtenbacher, 1891)
- Conocephalus trivittatus (Stål, 1861)
- Conocephalus truncatus (Redtenbacher, 1891)
- Conocephalus tumidus Pitkin, 1980
- Conocephalus tumultuosus Willemse, 1942
- Conocephalus unicolor Bruner, 1915
- Conocephalus versicolor (Redtenbacher, 1891)
- Conocephalus vestitus (Redtenbacher, 1891)
- Conocephalus willemsei Pitkin, 1980
- Conocephalus yunnanensis Shi & Feng, 2009

### Conocephalus (Aphauropus)
- alnem: Rehn & Hebard, 1915 (Közép-Amerika)
- Conocephalus leptopterus Rehn & Hebard, 1915

### Conocephalus (Chloroxiphidion)

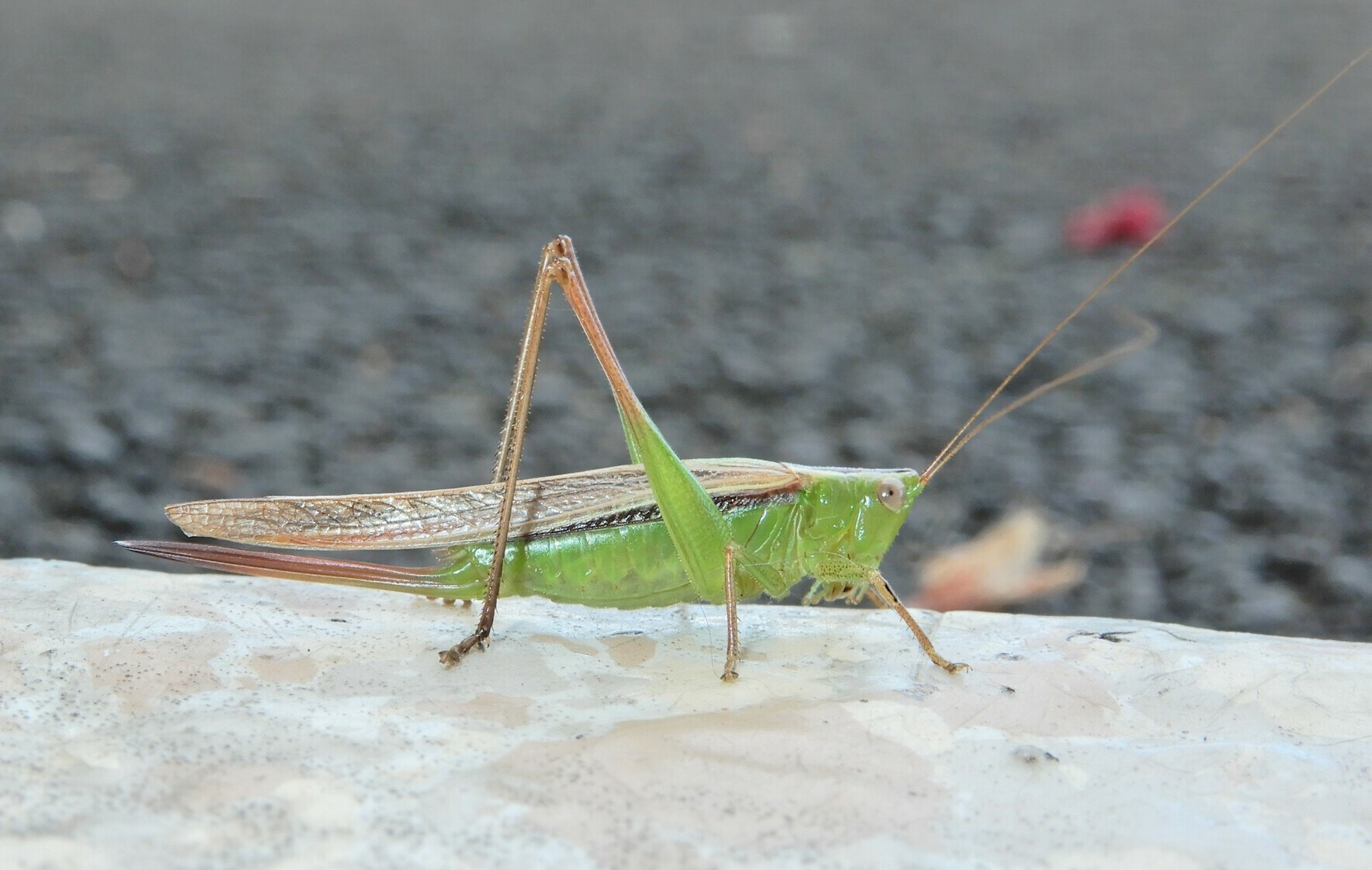
Az Ausztráliában és Új-Zélandon honos C. albescens

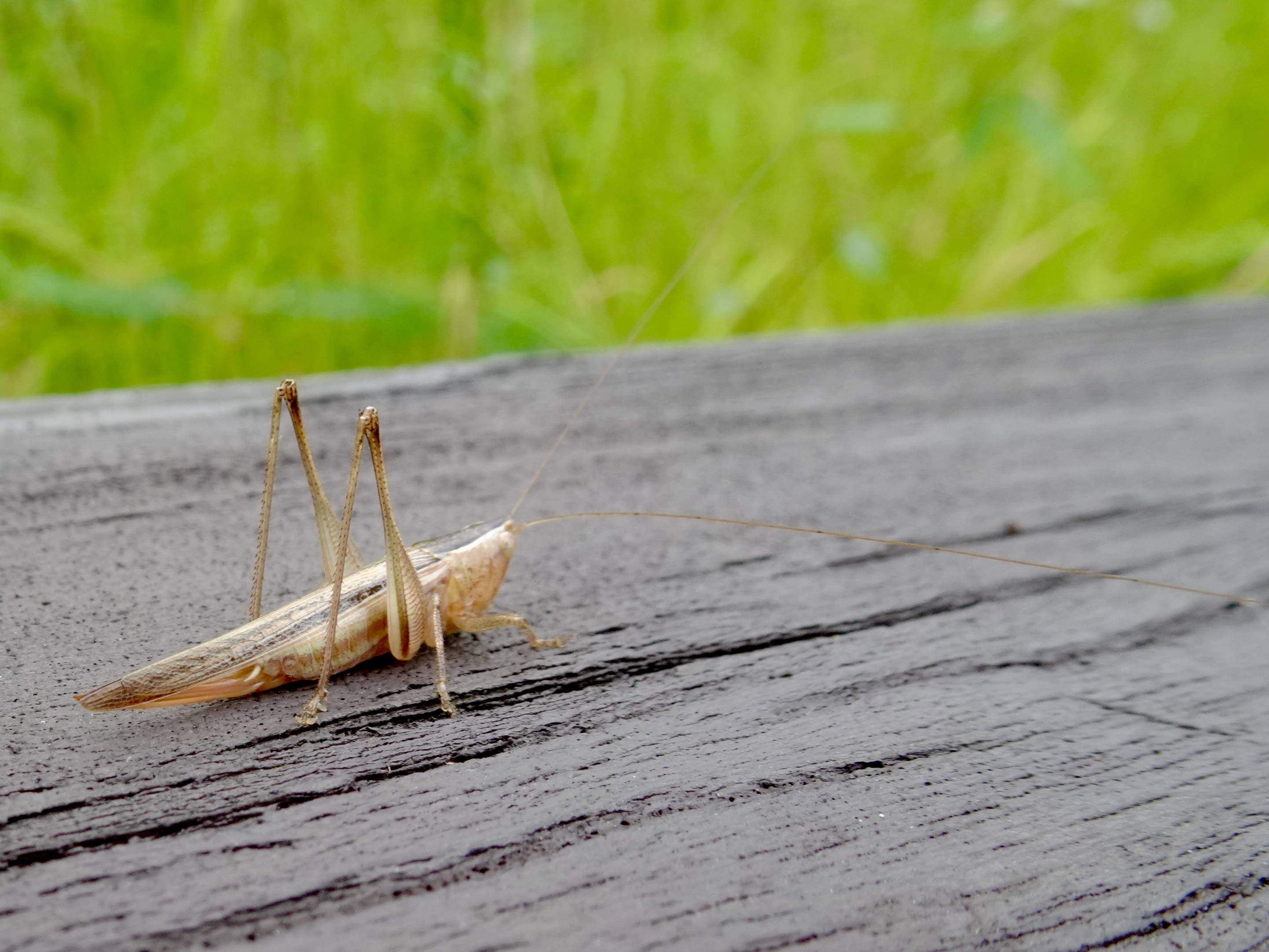
A kelet-ázsiai C. exemptus

- alnem: Hebard, 1922 (Afrika, Ausztrálázsia)
- Conocephalus albescens (Walker, 1869)
- Conocephalus bituberculatus (Redtenbacher, 1891)
- Conocephalus dubius Willemse, 1942
- Conocephalus javanicus (Redtenbacher, 1891)
- Conocephalus laetus (Redtenbacher, 1891)
- Conocephalus striata Willemse, 1942
- Conocephalus upoluensis (Karny, 1907)
- Conocephalus vaginatus Willemse, 1942

### Conocephalus (Conocephalus)
- alnem: Thunberg, 1815 (Worldwide)
- Conocephalus bambusanus Ingrisch, 1990 (szinonima C. abispinatus Hsia & Liu, 1990)
- Conocephalus basutoanus Chopard, 1955
- Conocephalus bispinatus Pitkin, 1980
- Conocephalus brevivalvus (Shi, Wang & Fu, 2005)
- Conocephalus brincki Chopard, 1955
- Conocephalus conocephalus (Linnaeus, 1767)
 típusfaj
- Conocephalus differentus Shi & Liang, 1997
- Conocephalus emeiensis Shi & Zheng, 1999
- Conocephalus lugubris (Redtenbacher, 1891)
- Conocephalus obtectus Karny, 1907
- Conocephalus saltans (Scudder, 1872)
- Conocephalus somali (Burr, 1900)
- Conocephalus sulcifrontis Xia & Liu, 1992
- Conocephalus tridens Hebard, 1933
- Conocephalus xiai Liu & Zhang, 2007

### Conocephalus (Dicellurina)
- alnem: Rehn & Hebard, 1938 (Kelet-USA)
- Conocephalus allardi (Caudell, 1910)

### Conocephalus (Megalotheca)
- alnems: Karny, 1907 (Dél-Afrika, Madagaszkár)
- Conocephalus longiceps (Péringuey, 1916)
- Conocephalus marcelloi Gorochov & Llorente del Moral, 2004
- Conocephalus montana (Uvarov, 1928)
- Conocephalus namibius Gorochov, 2009
- Conocephalus nigrifrons (Chopard, 1952)
- Conocephalus parvula (Péringuey, 1916)
- Conocephalus phasma Gorochov & Llorente del Moral, 2004
- Conocephalus vaginalis (Karny, 1907)
- Conocephalus xiphidioides (Karny, 1907)
- Conocephalus zlobini Gorochov, 2009

### Conocephalus (Opeastylus)
- alnem: Rehn & Hebard, 1915 (Dél-Amerika)
- Conocephalus longipes (Redtenbacher, 1891)
- Conocephalus vitticollis (Blanchard, 1851)

### Conocephalus (Perissacanthus)
- alnem: Rehn & Hebard, 1915 (Paraguay)
- Conocephalus strictoides (Caudell, 1906)

### Alnembe nem sorolt
- Conocephalus aculeatus Piza, 1969
- Conocephalus affinis Redtenbacher, 1891
- Conocephalus goianus Piza, 1977
- Conocephalus algerinorum Massa, 1999
- Conocephalus cinereus Thunberg, 1815
- Conocephalus differentus Shi & Liang, 1997
- Conocephalus emeiensis Shi & Zheng, 1999
- Conocephalus halophilus Ishikawa, 2004
- Conocephalus melaenoides Sänger & Helfert, 1995
- Conocephalus sojolensis Sänger & Helfert, 1995
- Conocephalus spinosus (Morse, 1901)
- Conocephalus stictomerus Rehn & Hebard, 1915

## Fordítás
- Ez a szócikk részben vagy egészben  a   Conocephalus című angol Wikipédia-szócikk ezen változatának fordításán alapul.  Az eredeti cikk szerkesztőit annak laptörténete sorolja fel. Ez a jelzés csupán a megfogalmazás eredetét és a szerzői jogokat jelzi, nem szolgál a cikkben szereplő információk forrásmegjelöléseként.